# Anisodes prionodes
Anisodes prionodes är en fjärilsart som beskrevs av Edward Meyrick 1886. Anisodes prionodes ingår i släktet Anisodes och familjen mätare. Inga underarter finns listade i Catalogue of Life.